# Se solo avessi un altro
Se solo avessi un altro è un singolo del cantautore italiano Diodato, pubblicato il 30 maggio 2014 come quarto estratto dal primo album in studio E forse sono pazzo.